# Pertampakan
Pertampakan is een bestuurslaag in het regentschap Aceh Singkil van de provincie Atjeh, Indonesië. Pertampakan telt 229 inwoners (volkstelling 2010).